# الخباري (عبس)

تعديل مصدري - تعديل

الخباري هي إحدى قرى عزلة بني حسن بمديرية عبس التابعة لمحافظة حجة، بلغ تعداد سكانها 106 نسمة حسب تعداد اليمن لعام 2004.